# Османська Греція
Османська Греція, або Туркократія (грец. Τουρκοκρατία, Tourkokratia, "Турецьке правління") — період історії Греції, що почався від захоплення османами Константинополя 1453 року і тривав до 1821 року — початку Грецької національно-визвольної війни.

## Завоювання
Після падіння Константинополя 1456 року турки захопили Афінське герцогство, взяли Фіви, острови Лесбос і Морея 1460 року, крім деяких недоступних гірських територій Лаконії і небагатьох приморських пунктів. Останні, так само як і острова архіпелагу та Іонічного моря, належали Венеційській республіці, яка мала претензії на всю Грецію.
Боротьба Туреччини з Венецією тривала два з половтною століття. В 1470 році турки захопили острів Евбея і повернули Морею, відвойовану венеційцями. Баязет II за мирним договором 1503 отримав міста Лепанто, Наварин, Модон, Корон і деякі інші. У 1540 році був завойований Навпліон. Мирний договір 1573 року залишив венеційцям лише кілька фортець на албанському березі, Кандію та іонійського острови. Кандія було взята турками в 1666 році. Наступна війна (1687—1699) була вдалішою для венеційців: вони встигли заволодіти морем, але скоро (1715) втратили його знову. Втрата була закріплена Пассаровицьким миром (1718).

## Османське панування

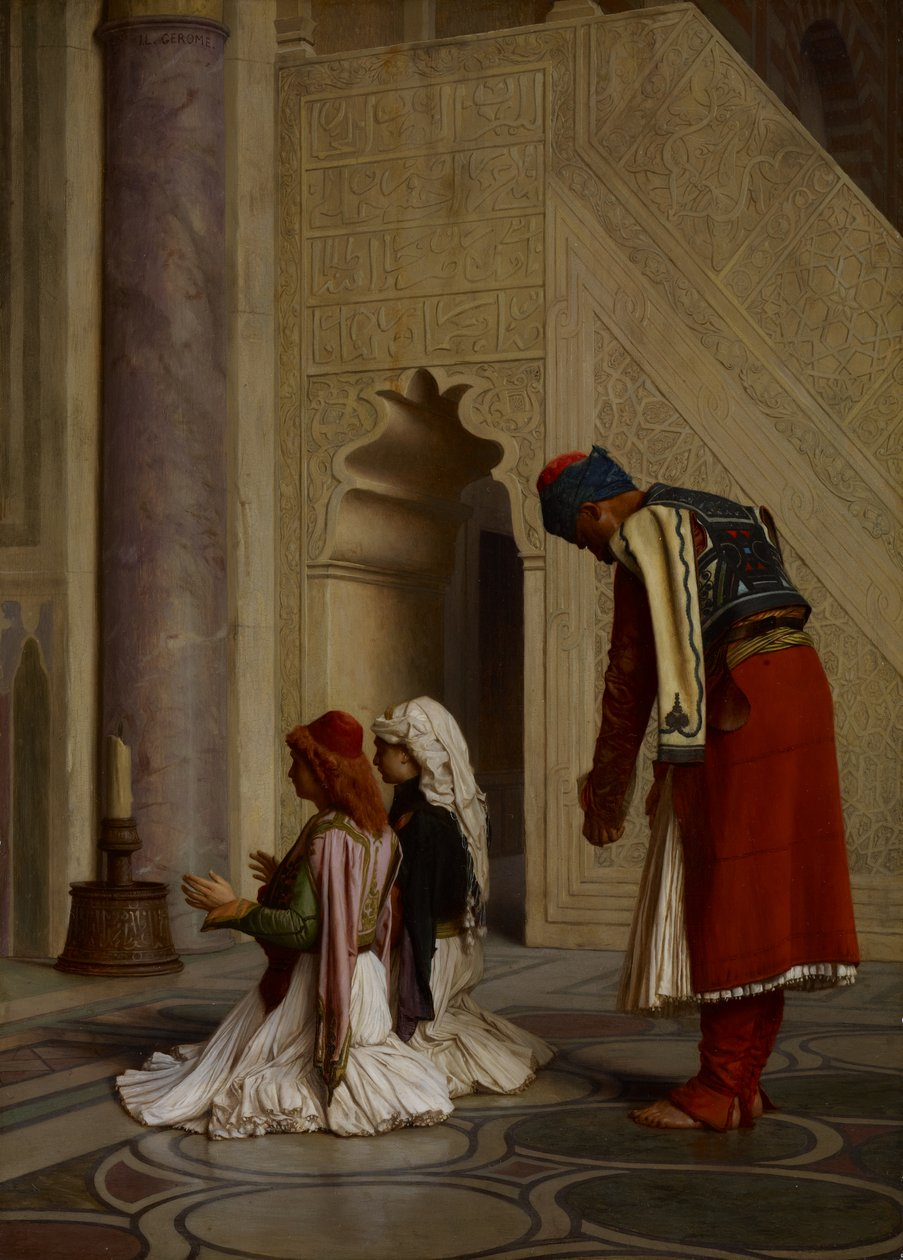
Молоді греки в мечеті, Жан-Леон Жером

Обернена на турецьку провінцію Греція була розділена на пашалики. Самі турки охочу селились у містах та засновували нові поселення на родючих рівнинах Фессалії, Македонії та Фракії. Керуючись економічною та політичною необхідністю вони здійснювали широкі переселення місцевих жителів. Багато греків у цю добу назавжди залишило батьківщину, аби не бути насильницьки перселеним. Усі земельні наділи — найдрібніші з них називались тимарами, більші — зеаметами, найбільші — хассами, — передавались грекам лише у спадок і могли бути відібрані у випадку невиконання обов'язків. Серед останніх був, так званий, «податок кров'ю», або «податок дітьми» (грец. παιδομάζωμα) передбачений системою набору яничарів, за яким православні греки оберлатись в іслам та мали служити у війську султана.
Не зважаючи на грубе свавілля адміністрації, пригнічення греків було не настільки великим, як це можна було б припускати, особливо на початку. Направлене головним чином до здирства можливо більшої кількості податків, воно не торкнулося ні церкви, ні місцевого самоврядування — ці два інститути врятували грецьку національність від загибелі.
У Константинополі тільки 8 церков були перетворені на мечеті, інші залишилися за християнами. Султан Магомет II призначив грецьким патріархом Геннадія і надав духовенству свободу від особистих податей. Хоча в Дивані й іноді виникала думка про поголовне винищення греків, але фактично положення християн в турецьких провінціях було незрівнянно кращим, ніж становище протестантів у католицьких країнах або магометанських єретиків, шиїтів, у тій же Туреччині.
Самостійнокерована грецька православна церква зберігала юрисдикцію над православними і служила центром, що об'єднував грецьких підданих Порти. Громади управлялися виборними дімогеронтами, які, у свою чергу, обирали начальників єпархій, коджабашів. Права громад були такі широкі, що навіть податі, що накладаюлися на Морею, визначалися на з'їзді дімогеронтів в Триполі, звичайно — за участі уряду, а розкладка їх за демархіям вже цілком залежала від місцевої, тобто виборної, влади.
На півночі (у Епірі, Фессалії і Македонії), вони зберегли навіть свою поліцію, арматолів, які спочатку мали на меті боротьбу із клефтами, а потім разом з ними чимало сприяли звільненню Греції. Також греки зберегли свої школи, керовані духовенством; завдяки цьому вони увесь час турецького панування виділялися своєю освітою з ряду інших турецьких підданих; багато хто з них, переважно фанаріоти, досягали високих ступенів на державній службі.
Попри ці вольності, а почасти і завдяки їм, ненависть греків до переможців завжди була сильною. Цьому сприяло презирство, що турки виявляли до «райам» (стада) і що виразилося в обов'язкових для греків формі і кольорі суконь і будинків. Ще важливішим був політичний та економічний гніт, досить важкий, щоб викликати протест, але недостатньо систематичний, щоб розчавити національність і знищити прагнення до свободи. Центральний уряд не переслідував зловживань місцевої влади; навіть пільги духовенству були паралізовані системою бакшишів (хабарів), яка роз'їдала турецький державний організм.
Місцем патріарха скоро почали торгувати, як будь-яким іншим. Свобода богослужіння теж викликала нескінченні вимагання та порушувалася з примхи будь-якого паші. Незабезпеченість власності повела до занепаду землеробства і розповсюдила серед греків заняття торгівлею; цьому сприяли повна свобода торгівлі і відсутність (в перші століття після падіння Константинополя) митниць. Мало-помалу торгівля в Туреччині зосередилася майже виключно в руках греків, з яких впродовж 18 століття дуже багато склали собі великі статки. До моменту повстання торговий флот греків доходив до 600 судів. Тим сильніше стало прагнення до іншого режиму, що забезпечує права особи і власності.

## Визвольний рух

### Зародження
Уже в 17 столітті греки дивилися на православну Росію як на опору у майбутній боротьбі. Російські правителі, починаючи з Петра I, мріяли про завоювання Константинополя за допомогою греків. Катерина II плекала широко задуманий «грецький проєкт», схиляючись до утворення Грецької імперії. В особі свого внука Костянтина вона готувала майбутнього грецького імператора. Коли в Середземному морі з'явилася російська ескадра під керівництвом Олексія Орлова (Перша Архіпелазька експедиція 1770 року), Морею охопило повстання, але воно було легко придушене і повело до спустошення країни. Ні Чесменська перемога, ні Кучук-Кайнарджийський мир (1774) не мали практичного результату для греків. Віра в російську допомогу похитнулася, і під час наступної війни (1787—1792) підбурювання російських агентів могли викликати лише окремі спалахи.
Великий поштовх визвольним прагненням греків дала Велика французька революція. На неї розраховував разом з багатьма іншими патріотами перший мученик за грецьку свободу, поет Константін Рігас, страчений турками в 1798 році. Волоські господарі Александр Іпсіланті і його син Костянтин на противагу своєму другові Рігасу будували свої плани на допомозі Росії і згідно з цим діяли в турецькому Дивані, де вони мали великий вплив. Торжество ворожої ним партії коштувало життя Олександрові Іпсіланті і змусило бігти його сина. Перебування останнього в Росії, де він марно намагався схилити на свій бік імператора Олександра I, розвіяло його мрії про російську допомогу. Незадовго до смерті він переконував синів у їх боротьбі за свободу Греції не розраховувати на жодну іноземну допомогу.

### Таємні організації
Визвольний рух спочатку виразився у формі таємних товариств, або гетерій. Першим (якщо не враховувати недовговічного союзу Константіна Рігаса) було товариство «Філомузів», засноване в Афінах 1814 року з метою сприяння національному пробудженню греків шляхом поширення освіти. Товариство під головуванням графа Іоанна Каподістрії об'єднувало близько 80 тисяч осіб у Греції та еміграції.
За Філомузами теж в 1814 року в Одесі серед грецьких торговців виникло дружнє співтовариство — Філікі Етерія (грец. Ξιλική Έτερία). Χерез 4 роки гетерії поширили свою діяльність по всій Греції і переважно за кордоном. Вони пропагували ідею революції і систематично готувалися до повстання.
Патріоти більш помірних поглядів дивилися на ці задуми вкрай несхвально. Так міністр Олександра I, Іоанн Каподистрія був проти будь-якого насильницького перевороту, все ще покладаючи надії на допомогу Росії, хоча її імператор, одухотворений ідеями Священного Союзу, дещо охолов до грецької справи, особливо після іспанської революції (1820). Проте ім'я Каподістрії вимовлялося пошепки, як ім'я таємного голови гетерії, і чимало сприяло вербуванню членів товариства, так само як впевненість у допомозі Росії. На початку 1821 року все було готове до повстання.